# Синьохвіст рудоволий
Синьохві́ст рудоволий (Tarsiger hyperythrus) — вид горобцеподібних птахів родини мухоловкових (Muscicapidae). Мешкає в Гімалаях.

## Опис

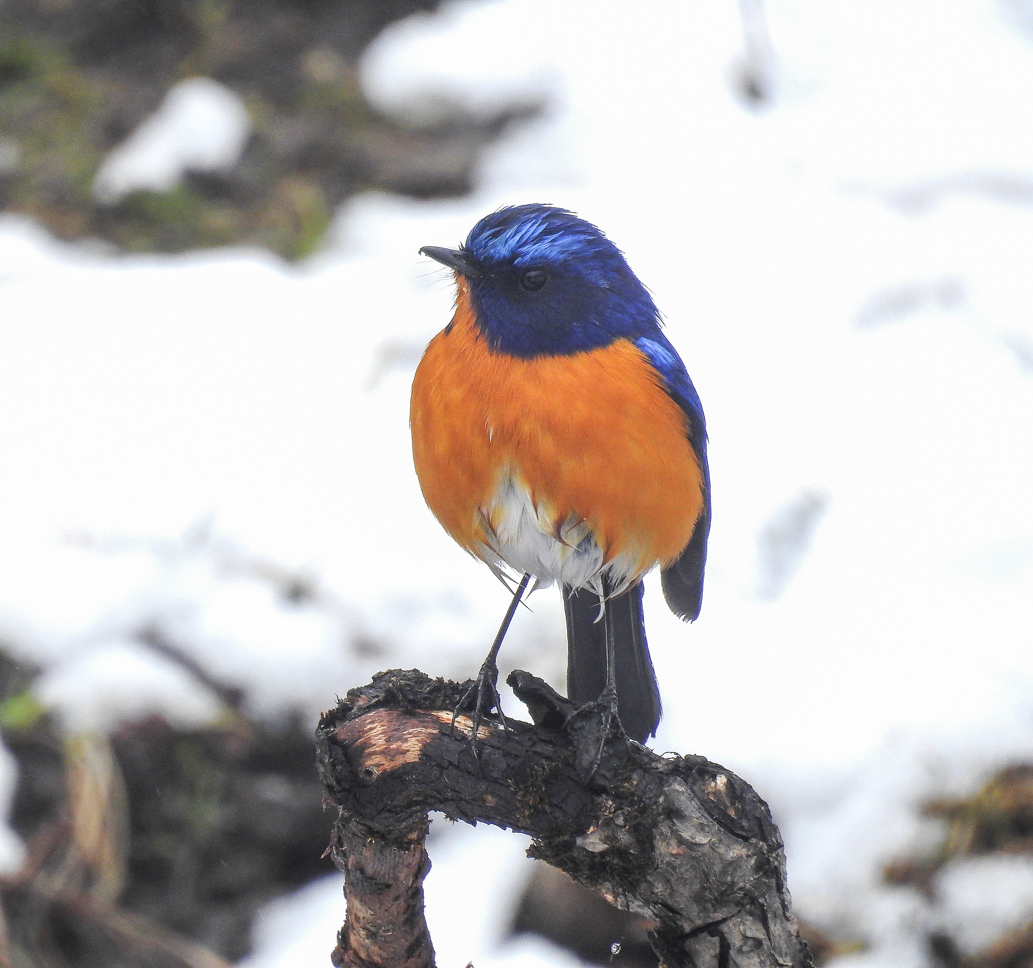
Самець рудоволого синьохвоста

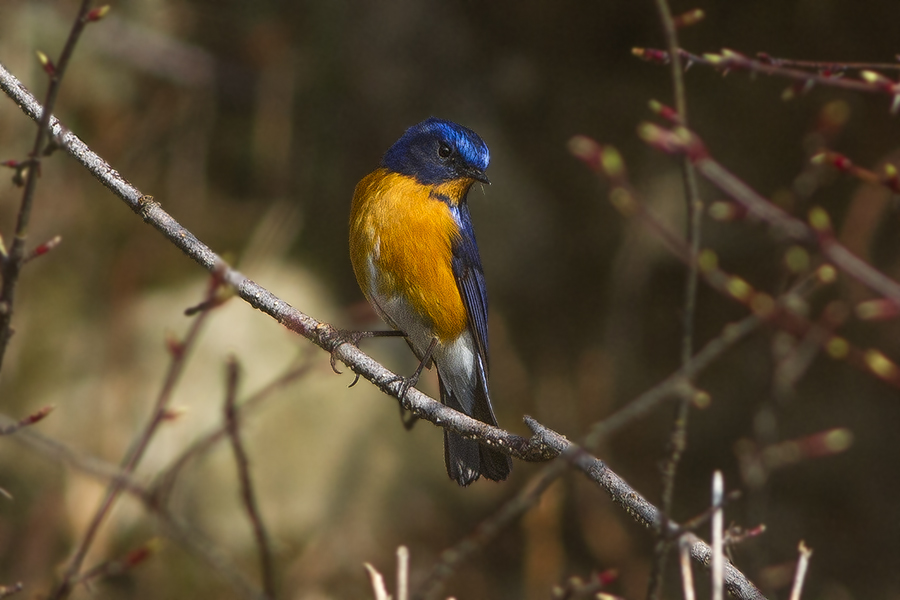
Самець рудоволого синьохвоста

Довжина птаха становить 12-13, вага 11-16 г. У самців верхня частина тіла темно-синя, нижня частина тіла іржасто-оранжева, живіт білуватий. Скроні чорнуваті, над очима яскраві блакитні "брови", на плечах блакитні плями. У самиць верхня частина тіла оливково-коричнева, хвіст синій, горло жовтувато-охристе, груди і боки більш коричнюваті.

## Поширення і екологія
Рудоволі синьохвости мешкають в Гімалаях на території Непалу, Бутану, Північно-Східної Індії, південно-східного Тибету і південно-західного Китаю (Сичуань, Юньнань). Взимку вони мігрує в долини, досягаючи північної М'янми. Вони живуть в густих гірських хвойних лісах, що складаються з бутанської ялиці і деревоподібних рододендронів та у високогірних чагарникових заростях. Гніздяться на висоті на висоті до 3800 м над рівнем моря, під час негніздового періоду зустрічаються на висоті від 1370 до 1525 м над рівнем моря. Живляться комахами.